# Irina França
Irina Dieje Jardim França (Luanda, 12 de Agosto) mais conhecido pelo seu nome artístico de Irina França, é uma Cantora e Compositora Angolana. Ela passou parte de sua infância e da maior parte de seus anos de adolescência nos Estados Unidos da América, onde seus pais Antonio Dos Santos França e Maria João França estavam cumprindo uma missão diplomática como Embaixadores da República de Angola para os Estados Unidos. Embora ela é descrita por muitos como muito engraçada, divertida e otimista, a sua música é muitas vezes romântico e sentimental e lida com o amor e os relacionamentos. Ela também é fluente em Língua castelhana (espanhol), francês e árabe, mas as canções de seu álbum de estreia foram, principalmente, escrita e cantada em Inglês e Português.
Seu estilo musical é descrito como Pop angolano, um gênero que cruza contemporânea Semba, Zouk, Pop Rock, Rhythm & Blues, World Sound e Afro-Pop.

## Vida pessoal
IRINA graduou o ensino médio no St. John’s High School em 2004, e em seguida, passou a frequentar a Universidade de Strayer, de onde ela se formou com a mais alta distinção "Summa Cum Laude", em maio de 2010 com uma licenciatura em Negócios Internacionais. Em junho  de 2020  a Cantora Completou um Mestrado Em Midias Sociais.

## Carreira
Sua carreira profissional começou em Abril de 2004, quando ela foi escolhida e altamente recomendado por H. Gil Ingles para fazer parte da equipe de produção para o álbum de estreia de Anselmo Ralph, intitulado "Histórias de Amor", escrevendo e colaborando vocalmente.
Em 2007, Irina foi convidada por José Eduardo Paulino dos Santos para executar no show Divas de Angola.
Até à data, IRINA foi destaque no álbum de estreia do CoreonDu intitulado "The Experiment Coreon", e também algumas músicas de seu álbum de estreia "Sonhos" foi apresentado no filme independente Paparazzi: Eye in the Dark.
Em 2018, Irina foi a vencedora do programa "A Tua Cara Não Me é Estranha" Primeira temporada, e uma vez mais No premio da Luta dos vencedores na Terceira Temporada.
Irina é considerada uma das melhores vozes e compositoras de Angola.

## Discografia
| Ano  | Álbum          | Papel   | Notas |
| ---- | -------------- | ------- | ----- |
| 2011 | Sonhos         | Artista |       |
| 2015 | O Ano Do Pavao | Artista |       |